# Ганальский хребет
Гана́льский хребе́т (Гана́льские Востряки́) — горный хребет на юго-востоке полуострова Камчатка (Россия), составляющий южную часть системы Восточного хребта.
Хребет представляет собой горстовый массив с иззубренным гребнем, сложенный гнейсами и кристаллическими сланцами протерозоя и нижнего палеозоя, а также гранитами и эффузивами более молодого возраста. Максимальная высота составляет 2277 м.
Растительность носит альпийский характер. В скалах водятся горные бараны и горные суслики.